# Repêchage d'entrée dans la LNH 1980
1979 1981
Le repêchage d'entrée dans la Ligue nationale de hockey 1980 a eu lieu au Forum de Montréal.

## Sélections par tour[1],[2],[3]
Les sigles suivants seront utilisés dans les tableaux pour parler des ligues mineures :
- LHO : Ligue de hockey de l'Ontario
- LHJMQ : Ligue de hockey junior majeur du Québec
- NCAA : National Collegiate Athletic Association
- LHOu : Ligue de hockey de l'Ouest
- AMH : Association mondiale de hockey

### 1ertour
| Rang | Équipe LNH               | Nationalité            | Joueur            | Repêché de                      |
| ---- | ------------------------ | ---------------------- | ----------------- | ------------------------------- |
| 1    | Canadiens de Montréal    | Canada                 | Doug Wickenheiser | Pats de Regina (LHOu)           |
| 2    | Jets de Winnipeg         | Canada                 | Dave Babych       | Winter Hawks de Portland (LHOu) |
| 3    | Black Hawks de Chicago   | Canada                 | Denis Savard      | Junior de Montréal (LHJMQ)      |
| 4    | Kings de Los Angeles     | Canada                 | Larry Murphy      | Petes de Peterborough (LHO)     |
| 5    | Capitals de Washington   | Canada                 | Darren Veitch     | Pats de Regina (LHOu)           |
| 6    | Oilers d'Edmonton        | Canada                 | Paul Coffey       | Rangers de Kitchener (LHO)      |
| 7    | Canucks de Vancouver     | Tchécoslovaquie Canada | Rick Lanz         | Generals d'Oshawa (LHO)         |
| 8    | Whalers de Hartford      | Canada                 | Fred Arthur       | Royals de Cornwall (LHJMQ)      |
| 9    | Penguins de Pittsburgh   | Canada                 | Mike Bullard      | Alexanders de Brantford (LHO)   |
| 10   | Kings de Los Angeles     | Canada                 | Jim Fox           | 67's d'Ottawa (LHO)             |
| 11   | Red Wings de Détroit     | Canada                 | Mike Blaisdell    | Pats de Regina (LHOu)           |
| 12   | Blues de Saint-Louis     | États-Unis             | Rick Wilson       | Canadians de Kingston (LHO)     |
| 13   | Flames de Calgary        | Canada                 | Denis Cyr         | Junior de Montréal (LHJMQ)      |
| 14   | Rangers de New York      | Canada                 | Jim Malone        | Marlboros de Toronto (LHO)      |
| 15   | Black Hawks de Chicago   | Canada                 | Jérôme Dupont     | Marlboros de Toronto (LHO)      |
| 16   | North Stars du Minnesota | Canada                 | Brad Palmer       | Cougars de Victoria (LHOu)      |
| 17   | Islanders de New York    | Canada                 | Brent Sutter      | Rustlers de Red Deer (LHJA)     |
| 18   | Bruins de Boston         | Canada                 | Barry Pederson    | Cougars de Victoria (LHOu)      |
| 19   | Rockies du Colorado      | Canada                 | Paul Gagné        | Spitfires de Windsor (LHO)      |
| 20   | Sabres de Buffalo        | Canada                 | Steve Patrick     | Wheat Kings de Brandon (LHOu)   |
| 21   | Flyers de Philadelphie   | Canada                 | Mike Stothers     | Canadians de Kingston (LHO)     |

### 2etour
| Rang | Équipe LNH               | Nationalité | Joueur            | Repêché de                    |
| ---- | ------------------------ | ----------- | ----------------- | ----------------------------- |
| 22   | Rockies du Colorado      | Canada      | Joe Ward          | Breakers de Seattle (LHOu)    |
| 23   | Jets de Winnipeg         | États-Unis  | Moe Mantha Jr.    | Marlboros de Toronto (LHO)    |
| 24   | Nordiques de Québec      | Canada      | Normand Rochefort | Remparts de Québec (LHJMQ)    |
| 25   | Maple Leafs de Toronto   | Canada      | Craig Muni        | Canadians de Kingston (LHO)   |
| 26   | Maple Leafs de Toronto   | Canada      | Bob McGill        | Cougars de Victoria (LHOu)    |
| 27   | Canadiens de Montréal    | Canada      | Éric Nattress     | Alexanders de Brantford (LHO) |
| 28   | Black Hawks de Chicago   | Canada      | Steve Ludzik      | Flyers de Niagara Falls (LHO) |
| 29   | Whalers de Hartford      | Canada      | Michel Galarneau  | Olympiques de Hull (LHJMQ)    |
| 30   | Black Hawks de Chicago   | Canada      | Ken Solheim       | Tigers de Medicine Hat (LHOu) |
| 31   | Flames de Calgary        | États-Unis  | Tony Curtale      | Alexanders de Brantford (LHO) |
| 32   | Flames de Calgary        | Canada      | Kevin LaVallée    | Alexanders de Brantford (LHO) |
| 33   | Kings de Los Angeles     | Canada      | Greg Terrion      | Alexanders de Brantford (LHO) |
| 34   | Kings de Los Angeles     | Canada      | Dave Morrison     | Petes de Peterborough (LHO)   |
| 35   | Rangers de New York      | Canada      | Mike Allison      | Wolves de Sudbury (LHO)       |
| 36   | Black Hawks de Chicago   | Canada      | Len Dawes         | Cougars de Victoria (LHOu)    |
| 37   | North Stars du Minnesota | Canada      | Donald Beaupre    | Wolves de Sudbury (LHO)       |
| 38   | Islanders de New York    | Canada      | Kelly Hrudey      | Tigers de Medicine Hat (LHOu) |
| 39   | Flames de Calgary        | Canada      | Steve Konroyd     | Generals d'Oshawa (LHO)       |
| 40   | Canadiens de Montréal    | Canada      | John Chabot       | Olympiques de Hull (LHJMQ)    |
| 41   | Sabres de Buffalo        | Canada      | Mike Moller       | Broncos de Lethbridge (LHOu)  |
| 42   | Flyers de Philadelphie   | Canada      | Jay Fraser        | 67's d'Ottawa (LHO)           |

### 3etour
| Rang | Équipe LNH               | Nationalité | Joueur           | Repêché de                                         |
| ---- | ------------------------ | ----------- | ---------------- | -------------------------------------------------- |
| 43   | Maple Leafs de Toronto   | Canada      | Fred Boimistruck | Royals de Cornwall (LHJMQ)                         |
| 44   | Jets de Winnipeg         | Canada      | Murray Eaves     | Wolverines du Michigan (NCAA)                      |
| 45   | Canadiens de Montréal    | Canada      | John Newberry    | Clippers de Nanaimo (LHCB)                         |
| 46   | Red Wings de Détroit     | Canada      | Mark Osborne     | Flyers de Niagara Falls (LHO)                      |
| 47   | Capitals de Washington   | Canada      | Dan Miele        | Friars de Providence (NCAA)                        |
| 48   | Oilers d'Edmonton        | Canada      | Shawn Babcock    | Spitfires de Windsor (LHO)                         |
| 49   | Canucks de Vancouver     | Canada      | Andy Schliebener | Petes de Peterborough (LHO)                        |
| 50   | Whalers de Hartford      | Canada      | Mickey Volcan    | Fighting Sioux de North Dakota (NCAA)              |
| 51   | Penguins de Pittsburgh   | Canada      | Randy Boyd       | 67's d'Ottawa (LHO)                                |
| 52   | Kings de Los Angeles     | Canada      | Steve Bozek      | Wildcats de Northern Michigan (NCAA)               |
| 53   | North Stars du Minnesota | Canada      | Randy Velischek  | Friars de Providence (NCAA)                        |
| 54   | Blues de Saint-Louis     | États-Unis  | Jim Pavese       | Rangers de Kitchener (LHO)                         |
| 55   | Capitals de Washington   | Canada      | Torrie Robertson | Cougars de Victoria (LHOu)                         |
| 56   | Sabres de Buffalo        | Canada      | Sean McKenna     | Castors de Sherbrooke (LHJMQ)                      |
| 57   | Black Hawks de Chicago   | Canada      | Troy Murray      | Saints de St. Albert (LHJA)                        |
| 58   | Black Hawks de Chicago   | Canada      | Marcel Frere     | Bighorns de Billings (LHOu)                        |
| 59   | Islanders de New York    | Canada      | Dave Simpson     | Knights de London (LHO)                            |
| 60   | Bruins de Boston         | États-Unis  | Tom Fergus       | Petes de Peterborough (LHO)                        |
| 61   | Canadiens de Montréal    | États-Unis  | Craig Ludwig     | Fighting Sioux de North Dakota (NCAA)              |
| 62   | Sabres de Buffalo        | États-Unis  | Jay North        | École secondaire Bloomington Jefferson (Minnesota) |
| 63   | Flyers de Philadelphie   | Canada      | Paul Mercier     | Wolves de Sudbury (LHO)                            |

### 4etour
| Rang | Équipe LNH               | Nationalité | Joueur            | Repêché de                          |
| ---- | ------------------------ | ----------- | ----------------- | ----------------------------------- |
| 64   | Rockies du Colorado      | Canada      | Rick LaFerrière   | Petes de Peterborough (LHO)         |
| 65   | Jets de Winnipeg         | Canada      | Guy Fournier      | Cataractes de Shawinigan (LHJMQ)    |
| 66   | Nordiques de Québec      | États-Unis  | Jay Miller        | Wildcats du New Hampshire (NCAA)    |
| 67   | Black Hawks de Chicago   | Canada      | Carey Wilson      | Big Green de Dartmouth (NCAA)       |
| 68   | Islanders de New York    | Canada      | Monty Trottier    | Bighorns de Billings (LHOu)         |
| 69   | Oilers d'Edmonton        | Finlande    | Jari Kurri        | Jokerit Helsinki (SM-Liiga)         |
| 70   | Canucks de Vancouver     | Canada      | Marc Crawford     | Royals de Cornwall (LHJMQ)          |
| 71   | Whalers de Hartford      | Canada      | Kevin McClelland  | Flyers de Niagara Falls (LHO)       |
| 72   | Penguins de Pittsburgh   | Canada      | Tony Feltrin      | Cougars de Victoria (LHOu)          |
| 73   | Kings de Los Angeles     | Canada      | Bernie Nicholls   | Canadians de Kingston (LHO)         |
| 74   | Maple Leafs de Toronto   | Canada      | Stewart Gavin     | Marlboros de Toronto (LHO)          |
| 75   | Blues de Saint-Louis     | États-Unis  | Bob Brooke        | Bulldogs de Yale (NCAA)             |
| 76   | Flames de Calgary        | Canada      | Marc Roy          | Draveurs de Trois-Rivières (LHJMQ)  |
| 77   | Rangers de New York      | États-Unis  | Kurt Kleinendorst | Friars de Providence (NCAA)         |
| 78   | Black Hawks de Chicago   | Canada      | Brian Shaw        | Winter Hawks de Portland (LHOu)     |
| 79   | North Stars du Minnesota | États-Unis  | Mark Huglen       | école secondaire Roseau (Minnesota) |
| 80   | Islanders de New York    | Canada      | Greg Gilbert      | Marlboros de Toronto (LHO)          |
| 81   | Bruins de Boston         | Canada      | Steve Kasper      | Éperviers de Sorel (LHJMQ)          |
| 82   | Canadiens de Montréal    | États-Unis  | Jeffrey Teal      | Golden Gophers du Minnesota (NCAA)  |
| 83   | Sabres de Buffalo        | Canada      | Jim Wiemer        | Petes de Peterborough (LHO)         |
| 84   | Flyers de Philadelphie   | Canada      | Taras Zytynsky    | Junior de Montréal (LHJMQ)          |

### 5etour
| Rang | Équipe LNH               | Nationalité | Joueur            | Repêché de                            |
| ---- | ------------------------ | ----------- | ----------------- | ------------------------------------- |
| 85   | Rockies du Colorado      | Canada      | Ed Cooper         | Winter Hawks de Portland (LHOu)       |
| 86   | Jets de Winnipeg         | Canada      | Glen Ostir        | Winter Hawks de Portland (LHOu)       |
| 87   | Nordiques de Québec      | Canada      | Basil McRae       | Knights de London (LHO)               |
| 88   | Red Wings de Détroit     | Canada      | Mike Corrigan     | Royals de Cornwall (LHJMQ)            |
| 89   | Capitals de Washington   | Finlande    | Timo Blomqvist    | Jokerit Helsinki (SM-liiga)           |
| 90   | Oilers d'Edmonton        | Canada      | Walt Poddubny     | Canadians de Kingston (LHO)           |
| 91   | Canucks de Vancouver     | Canada      | Darrell May       | Winter Hawks de Portland (LHOu)       |
| 92   | Whalers de Hartford      | Canada      | Darren Jensen     | Fighting Sioux de North Dakota (NCAA) |
| 93   | Penguins de Pittsburgh   | Canada      | Doug Shedden      | Greyhounds de Sault Ste. Marie (LHO)  |
| 94   | Kings de Los Angeles     | France      | Al Graves         | Breakers de Seattle (LHOu)            |
| 95   | Maple Leafs de Toronto   | Canada      | Hugh Larkin       | Greyhounds de Sault Ste. Marie (LHO)  |
| 96   | Blues de Saint-Louis     | Canada      | Alain Lemieux     | Saguenéens de Chicoutimi (LHJMQ)      |
| 97   | Flames de Calgary        | Canada      | Randy Turnbull    | Winter Hawks de Portland (LHOu)       |
| 98   | Rangers de New York      | États-Unis  | Scot Kleinendorst | Friars de Providence (NCAA)           |
| 99   | Black Hawks de Chicago   | Canada      | Kevin Ginnell     | Tigers de Medicine Hat (LHOu)         |
| 100  | North Stars du Minnesota | États-Unis  | David Jensen      | Golden Gophers du Minnesota (NCAA)    |
| 101  | Islanders de New York    | États-Unis  | Ken Leiter        | Wolverines du Michigan (NCAA)         |
| 102  | Bruins de Boston         | Canada      | Randy Hillier     | Wolves de Sudbury (LHO)               |
| 103  | Canadiens de Montréal    | Canada      | Rémi Gagné        | Saguenéens de Chicoutimi (LHJMQ)      |
| 104  | Sabres de Buffalo        | Canada      | Dirk Rueter       | Greyhounds de Sault Ste. Marie (LHO)  |
| 105  | Flyers de Philadelphie   | Canada      | Dan Held          | Breakers de Seattle (LHOu)            |

### 6etour
| Rang | Équipe LNH               | Nationalité | Joueur             | Repêché de                                          |
| ---- | ------------------------ | ----------- | ------------------ | --------------------------------------------------- |
| 106  | Rockies du Colorado      | États-Unis  | Aaron Broten       | Golden Gophers du Minnesota (NCAA)                  |
| 107  | Jets de Winnipeg         | Canada      | Ron Loustel        | Blades de Saskatoon (LHOu)                          |
| 108  | Nordiques de Québec      | États-Unis  | Mark Kumpel        | River Hawks d'UMass-Lowell (NCAA)                   |
| 109  | Red Wings de Détroit     | Canada      | Wayne Crawford     | Marlboros de Toronto (LHO)                          |
| 110  | Capitals de Washington   | Canada      | Todd Bidner        | Marlboros de Toronto (LHO)                          |
| 111  | Oilers d'Edmonton        | Canada      | Mike Winther       | Wheat Kings de Brandon (LHOu)                       |
| 112  | Canucks de Vancouver     | Canada      | Ken Berry          | Équipe nationale du Canada (Intl)                   |
| 113  | Whalers de Hartford      | Canada      | Mario Cerri        | 67's d'Ottawa (LHO)                                 |
| 114  | Penguins de Pittsburgh   | Canada      | Pat Graham         | Flyers de Niagara Falls (LHO)                       |
| 115  | Kings de Los Angeles     | Canada      | Darren Eliot       | Big Red de Cornell (NCAA)                           |
| 116  | Maple Leafs de Toronto   | Canada      | Ron Dennis         | Tigers de Princeton (NCAA)                          |
| 117  | Blues de Saint-Louis     | Canada      | Perry Anderson     | Canadians de Kingston (LHO)                         |
| 118  | Flames de Calgary        | Canada      | John Multan        | Winter Hawks de Portland (LHOu)                     |
| 119  | Rangers de New York      | Finlande    | Reijo Ruotsalainen | Kärpät Oulu (SM-Liiga)                              |
| 120  | Black Hawks de Chicago   | Canada      | Steve Larmer       | Flyers de Niagara Falls (LHO)                       |
| 121  | North Stars du Minnesota | Canada      | Dan Zavarise       | Royals de Cornwall (LHJMQ)                          |
| 122  | Islanders de New York    | Canada      | Dan Revell         | Generals d'Oshawa (LHO)                             |
| 123  | Bruins de Boston         | États-Unis  | Steve Lyons        | école secondaire Matignon de Boston (Massachussett) |
| 124  | Canadiens de Montréal    | Canada      | Mike McPhee        | Engineers de Rensselaer (NCAA)                      |
| 125  | Sabres de Buffalo        | Canada      | Daniel Naud        | Éperviers de Sorel (LHJMQ)                          |
| 126  | Flyers de Philadelphie   | Canada      | Brian Tutt         | Wranglers de Calgary (LHOu)                         |
| 127  | Rockies du Colorado      | Canada      | Dan Fascinato      | 67's d'Ottawa (LHO)                                 |

### 7etour
| Rang | Équipe LNH               | Nationalité | Joueur           | Repêché de                                    |
| ---- | ------------------------ | ----------- | ---------------- | --------------------------------------------- |
| 128  | Jets de Winnipeg         | États-Unis  | Brian Mullen     | Équipe nationale junior des États-Unis (intl) |
| 129  | Nordiques de Québec      | Canada      | Gaston Therrien  | Remparts de Québec (LHJMQ)                    |
| 130  | Red Wings de Détroit     | Canada      | Mike Braun       | Flyers de Niagara Falls (LHO)                 |
| 131  | Capitals de Washington   | États-Unis  | Frank Perkins    | Wolves de Sudbury (LHO)                       |
| 132  | Oilers d'Edmonton        | Canada      | Andy Moog        | Bighorns de Billings (LHOu)                   |
| 133  | Canucks de Vancouver     | Canada      | Doug Lidster     | Tigers de Colorado College (NCAA)             |
| 134  | Whalers de Hartford      | Canada      | Mike Martin      | Wolves de Sudbury (LHO)                       |
| 135  | Jets de Winnipeg         | États-Unis  | Michel Lauen     | Huskies de Michigan Tech (NCAA)               |
| 136  | Kings de Los Angeles     | Canada      | Mike O'Connor    | Huskies de Michigan Tech (NCAA)               |
| 137  | Maple Leafs de Toronto   | Canada      | Russ Adam        | Rangers de Kitchener (LHO)                    |
| 138  | Blues de Saint-Louis     | Suède       | Roger Hägglund   | IF Björklöven (Elitserien)                    |
| 139  | Flames de Calgary        | Canada      | Dave Newsom      | Alexanders de Brantford (LHO)                 |
| 140  | Rangers de New York      | Canada      | Bob Scurfield    | Broncos de Western Michigan (NCAA)            |
| 141  | Black Hawks de Chicago   | Canada      | Sean Simpson     | 67's d'Ottawa (LHO)                           |
| 142  | North Stars du Minnesota | Canada      | Bill Stewart     | Pioneers de Denver (NCAA)                     |
| 143  | Islanders de New York    | États-Unis  | Mark Hamway      | Wolverines du Michigan (NCAA)                 |
| 144  | Bruins de Boston         | Canada      | Anthony McMurchy | Bruins de New Westminster (LHOu)              |
| 145  | Canadiens de Montréal    | États-Unis  | Bill Norton      | Golden Knights de Clarkson (NCAA)             |
| 146  | Sabres de Buffalo        | Finlande    | Jari Paavola     | TPS Turku (SM-Liiga)                          |
| 147  | Flyers de Philadelphie   | Canada      | Ross Fitzpatrick | Broncos de Western Michigan (NCAA)            |

### 8etour
| Rang | Équipe LNH               | Nationalité | Joueur            | Repêché de                       |
| ---- | ------------------------ | ----------- | ----------------- | -------------------------------- |
| 148  | Rockies du Colorado      | Canada      | Andre Hidi        | Petes de Peterborough (LHO)      |
| 149  | Jets de Winnipeg         | Canada      | Sandy Beadle      | Huskies de Northeastern (NCAA)   |
| 150  | Nordiques de Québec      | Canada      | Michel Bolduc     | Saguenéens de Chicoutimi (LHJMQ) |
| 151  | Red Wings de Détroit     | Canada      | John Beukeboom    | Petes de Peterborough (LHO)      |
| 152  | Capitals de Washington   | États-Unis  | Bruce Raboin      | Friars de Providence (NCAA)      |
| 153  | Oilers d'Edmonton        | Canada      | Rob Polman-Tuin   | Huskies de Michigan Tech (NCAA)  |
| 154  | Canucks de Vancouver     | États-Unis  | John O'Connor     | Catamounts du Vermont (NCAA)     |
| 155  | Whalers de Hartford      | Canada      | Brent Denat       | Huskies de Michigan Tech (NCAA)  |
| 156  | Penguins de Pittsburgh   | Canada      | Rob Geale         | Winter Hawks de Portland (LHOu)  |
| 157  | Kings de Los Angeles     | États-Unis  | Billy O'Dwyer     | Eagles de Boston College (NCAA)  |
| 158  | Maple Leafs de Toronto   | Canada      | Fred Perlini      | Marlboros de Toronto (LHO)       |
| 159  | Blues de Saint-Louis     | Canada      | Pat Rabbitt       | Bighorns de Billings (LHOu)      |
| 160  | Flames de Calgary        | Canada      | Claude Drouin     | Remparts de Québec (LHJMQ)       |
| 161  | Rangers de New York      | Canada      | Bart Wilson       | Marlboros de Toronto (LHO)       |
| 162  | Black Hawks de Chicago   | Canada      | Jim Ralph         | 67's d'Ottawa (LHO)              |
| 163  | North Stars du Minnesota | Canada      | Jeff Walters      | Petes de Peterborough (LHO)      |
| 164  | Islanders de New York    | Canada      | Morey Gare        | Knights de Penticton (LHJCB)     |
| 165  | Bruins de Boston         | Canada      | Mike Moffat       | Canadians de Kingston (LHO)      |
| 166  | Canadiens de Montréal    | Canada      | Steve Penney      | Cataractes de Shawinigan (LHJMQ) |
| 167  | Sabres de Buffalo        | Canada      | Randy Cunneyworth | 67's d'Ottawa (LHO)              |
| 168  | Flyers de Philadelphie   | Canada      | Mark Botell       | Alexanders de Brantford (LHO)    |
| 169  | Rockies du Colorado      | Canada      | Shawn MacKenzie   | Spitfires de Windsor (LHO)       |

### 9etour
| Rang | Équipe LNH               | Nationalité | Joueur                 | Repêché de                            |
| ---- | ------------------------ | ----------- | ---------------------- | ------------------------------------- |
| 170  | Jets de Winnipeg         | États-Unis  | Ed Christian           | école secondaire Warroad (Minnesota)  |
| 171  | Nordiques de Québec      | Canada      | Christian Tanguay      | Draveurs de Trois-Rivières (LHJMQ)    |
| 172  | Red Wings de Détroit     | Canada      | Dave Miles             | Alexanders de Brantford (LHO)         |
| 173  | Capitals de Washington   | Suède       | Peter Andersson        | Timrå IK (Elitserien)                 |
| 174  | Oilers d'Edmonton        | Suède       | Lars-Gunnar Pettersson | Luleå HF (Elitserien)                 |
| 175  | Canucks de Vancouver     | Suède       | Patrik Sundström       | IF Björkloven (Elitserien)            |
| 176  | Whalers de Hartford      | Canada      | Paul Fricker           | Wolverines du Michigan (NCAA)         |
| 177  | Penguins de Pittsburgh   | Canada      | Brian Lundberg         | Wolverines du Michigan (NCAA)         |
| 178  | Kings de Los Angeles     | Canada      | Daryl Evans            | Flyers de Niagara Falls (LHO)         |
| 179  | Maple Leafs de Toronto   | Canada      | Darwin McCutcheon      | Marlboros de Toronto (LHO)            |
| 180  | Blues de Saint-Louis     | Suède       | Peter Lindgren         | IF Björkloven (Elitserien)            |
| 181  | Flames de Calgary        | Suède       | Håkan Loob             | Färjestads BK (Elitserien)            |
| 182  | Rangers de New York      | États-Unis  | Chris Wray             | Eagles de Boston College (NCAA)       |
| 183  | Black Hawks de Chicago   | Canada      | Don Dietrich           | Wheat Kings de Brandon (LHOu)         |
| 184  | North Stars du Minnesota | États-Unis  | Bob Lakso              | école secondaire d'Aurora (Minnesota) |
| 185  | Islanders de New York    | Canada      | Peter Steblyk          | Tigers de Medicine Hat (LHOu)         |
| 186  | Bruins de Boston         | Suède       | Michael Thelvén        | Djurgårdens IF (Elitserien)           |
| 187  | Canadiens de Montréal    | États-Unis  | John Schmidt           | Fighting Irish de Notre Dame (NCAA)   |
| 188  | Sabres de Buffalo        | Canada      | Dave Beckon            | Petes de Peterborough (LHO)           |
| 189  | Flyers de Philadelphie   | Canada      | Peter Dineen           | Canadians de Kingston (LHO)           |

### 10etour
| Rang | Équipe LNH               | Nationalité | Joueur           | Repêché de                                        |
| ---- | ------------------------ | ----------- | ---------------- | ------------------------------------------------- |
| 190  | Rockies du Colorado      | Canada      | Bob Jansch       | Cougars de Victoria (LHOu)                        |
| 191  | Jets de Winnipeg         | Canada      | Dave Chartier    | Wheat Kings de Brandon (LHOu)                     |
| 192  | Nordiques de Québec      | Canada      | Bill Robinson    | école secondaire de Acton-Boxboro (Massachussett) |
| 193  | Red Wings de Détroit     | Canada      | Brian Rorabeck   | Flyers de Niagara Falls (LHO)                     |
| 194  | Capitals de Washington   | Canada      | Tony Camazzola   | Wheat Kings de Brandon (LHOu)                     |
| 195  | Flyers de Philadelphie   | Canada      | Bob O'Brien      | Beehives de Dixie (LHJO)                          |
| 196  | Canucks de Vancouver     | Canada      | Grant Martin     | Rangers de Kitchener (LHO)                        |
| 197  | Whalers de Hartford      | Canada      | Lorne Bokshowan  | Blades de Saskatoon (LHOu)                        |
| 198  | Penguins de Pittsburgh   | Canada      | Steve McKenzie   | Saints de St. Albert (LHJA)                       |
| 199  | Kings de Los Angeles     | Canada      | Kim Collins      | Falcons de Bowling Green (NCAA)                   |
| 200  | Maple Leafs de Toronto   | Canada      | Paul Higgins     | École secondaire Henry Carr (Toronto)             |
| 201  | Blues de Saint-Louis     | Canada      | John Smyth       | Wranglers de Calgary (LHOu)                       |
| 202  | Flames de Calgary        | Canada      | Steven Fletcher  | Olympiques de Hull (LHJMQ)                        |
| 203  | Rangers de New York      | Suède       | Anders Backström | Brynäs IF (Elitserien)                            |
| 204  | Black Hawks de Chicago   | Canada      | Dan Frawley      | Wolves de Sudbury (LHO)                           |
| 205  | North Stars du Minnesota | Canada      | Dave Richter     | Wolverines du Michigan (NCAA)                     |
| 206  | Islanders de New York    | Canada      | Glenn Johannesen | Rustlers de Red Deer (LHJA)                       |
| 207  | Bruins de Boston         | Suède       | Jens Öhling      | Djurgårdens IF (Elitserien)                       |
| 208  | Canadiens de Montréal    | Canada      | Scott Robinson   | Pioneers de Denver (NCAA)                         |
| 209  | Sabres de Buffalo        | États-Unis  | John Bader       | École secondaire Irondale (Minnesota)             |
| 210  | Flyers de Philadelphie   | États-Unis  | Andy Brickley    | Wildcats du New Hampshire (NCAA)                  |